# Torsac
Torsac – miejscowość i gmina we Francji, w regionie Nowa Akwitania, w departamencie Charente.
Według danych na rok 1990 gminę zamieszkiwało 731 osób, a gęstość zaludnienia wynosiła 26 osób/km² (wśród 1467 gmin regionu Poitou-Charentes, Torsac plasuje się na 416. miejscu pod względem liczby ludności, natomiast pod względem powierzchni na miejscu 197.).